# Rivolta di Sobibór
La rivolta di Sobibór ebbe luogo il 14 ottobre 1943 e coinvolse circa 600 prigionieri internati nel campo di sterminio di Sobibór. Rappresentò la seconda rivolta di prigionieri ebrei in un campo di sterminio contro le SS, dopo quella avvenuta nel campo di Treblinka.
Nel campo di Sobibór le SS giustiziarono circa 250 000 ebrei usando il gas. La maggioranza delle vittime proveniva dalla Polonia, circa 33 000 dai Paesi Bassi e alcune migliaia dalla Germania. In seguito a questa rivolta, le SS rinunciarono a Sobibór come campo di sterminio e lo distrussero eliminando ogni traccia. Per occultare i crimini commessi, vi insediarono una fattoria e piantarono una pineta sopra i resti del campo.

## Tentativi di fuga precedenti
Durante tutto il periodo di attività del campo di sterminio di Sobibór si verificarono alcuni sporadici tentativi di fuga. La maggior parte si rivelarono fallimentari: i prigionieri venivano catturati e uccisi subito, oppure ricondotti al campo per essere giustiziati insieme agli altri. Questi tentativi avvennero prima della rivolta: tra i 47 sopravvissuti identificati, cinque erano membri del cosiddetto "Comando della foresta" evasi in precedenza.
Per prevenire altre fughe, nel giugno del 1943 fu posizionato un campo minato perimetrale. L'area antistante il cancello principale, di fronte al quartier generale e alla piazza d'armi del campo n° 1, fu lasciata sgombra dalle mine per tutelare il personale delle SS.

### Il gruppo di resistenza
Nella primavera del 1943 la diminuzione del numero di ebrei deportati al campo di Sobibór fece capire ai prigionieri che era imminente la liquidazione del campo e la loro esecuzione. Pertanto formarono un gruppo di resistenza costituito da una decina di detenuti guidato da Leon Feldhendler.
Il gruppo valutò diverse opzioni: avvelenare gli ufficiali delle SS, incendiare il campo, scavare diversi tunnel per scappare. Nell'estate del 1943 i prigionieri del campo n° 3 intrapresero lo scavo di un tunnel, ma furono scoperti e confinati; gli ufficiali delle SS giustiziarono gli scavatori insieme agli altri detenuti.
Il 23 settembre 1943 giunsero 80 prigionieri di guerra sovietici, tra cui il tenente dell'Armata Rossa Aleksandr Pečerskij, con un trasporto di circa 2 000 ebrei. Questi soldati, esperti in operazioni tattiche, furono in grado di pianificare e attuare alcune azioni militari. Felhendler e Pečerskij si misero in contatto e formarono un "comitato clandestino" composto da quattro prigionieri di guerra sovietici e quattro uomini di Felhendler. Il comitato si riuniva regolarmente per scambiare informazioni ed elaborare piani di fuga.
Il piano iniziale di evasione di massa attraverso un tunnel fu abbandonato a causa dell'elevato livello dell'acqua e della posizione del campo minato, dopodiché Pečerskij elaborò un altro piano che prevedeva l'uccisione segreta degli ufficiali delle SS seguita dalla fuga generale. La data di evasione fu posticipata più volte per diverse ragioni. Infine fu scelto il giorno in cui il comandante del campo sarebbe stato assente. Il piano consisteva nell'attirare gli ufficiali delle SS in trappole preparate nella falegnameria e nel magazzino dei vestiti, con il pretesto di consegnare loro indumenti e calzature pregiate per le mogli, e di assassinarli senza far rumore un'ora prima dell'evasione. Per celare la scomparsa degli ufficiali SS uccisi, alcuni prigionieri sovietici avrebbero indossato le loro uniformi.
I falegnami del campo n° 4 disponevano di asce, martelli e altri attrezzi da falegnameria che usavano al lavoro. I prigionieri dell'officina di lavorazione metalli fabbricarono coltelli di lamiera. Le pistole degli ufficiali SS uccisi dovevano essere consegnate ai sovietici esperti nell'uso delle armi.

### Il piano
Per garantire la segretezza, solo 30-40 prigionieri furono coinvolti nella pianificazione e avrebbero dovuto formare i gruppi di combattimento. Come data furono scelti il 13 o il 14 ottobre, perché si sapeva che in quei giorni il comandante del campo Franz Reichleitner, il suo vice Gustav Wagner, noto per la sua particolare pericolosità e crudeltà, e altri ufficiali delle SS sarebbero stati assenti. Secondo il piano, Karl Frenzel, un altro comandante considerato tra le SS il più crudele,  il giorno della ribellione sarebbe stato attirato in falegnameria, dove Semyon Rosenfeld lo avrebbe soppresso con un'arma da taglio.
L'operazione doveva iniziare alle ore 16:00, con l'evasione prevista per le ore 17:00. Il collegamento telefonico con l'esterno doveva essere interrotto con l'inizio della rivolta. Una volta eliminati gli ufficiali delle SS, tutti i prigionieri, informati dagli organizzatori dell'imminente evasione, avrebbero dovuto radunarsi alle 17:00, come di consueto, nella piazza d'armi. Nella fase successiva avrebbero marciato in file ordinate verso il cancello principale. I soldati sovietici, in uniforme da SS, li avrebbero scortati impartendo ordini in tedesco. Nella vicina foresta erano stati predisposti dei nascondigli, utili all'arrivo dell'oscurità. Se il percorso attraverso il cancello principale non fosse stato praticabile, i prigionieri avrebbero dovuto far esplodere le mine lanciando pietre per creare una via di fuga alternativa. In tal caso i prigionieri di guerra sovietici avrebbero dovuto correre in gruppo per forzare le recinzioni metalliche e difendersi dagli ufficiali SS e dalle guardie rimaste usando le armi requisite. I prigionieri si distribuirono reciprocamente denaro e oggetti di valore da usare durante la fuga.
Il personale di guardia del campo era composto da 25-30 ufficiali tedeschi delle SS, con una presenza costante di almeno 18 di essi. A questi si aggiungevano circa 90-120 guardie ucraine, reclutate tra gli uomini di Trawniki. Il loro comportamento rappresentava il principale elemento di incertezza del piano. Il "comitato clandestino" confidava che le guardie di Trawniki non si sarebbero insospettiti se i soldati sovietici in uniforme avessero impartito ordini in tedesco ai prigionieri in marcia.
Si decise di procedere il 13 ottobre 1943, ma l'arrivo inaspettato di un'altra squadra di SS proprio quel giorno costrinse il "comitato clandestino" a posticipare l'operazione di 24 ore.

## Insurrezione
Il 14 ottobre 1943 alle 16:00 (corrispondente al 15 Tishrei 5704, durante la festività di Sukkot), sul finire della giornata, la ribellione iniziò come previsto. L'azione fu coordinata da Pečerskij nel campo n° 1 e da Felhendler nel campo n° 2.
La prima fase dell'operazione consistette nell'eliminazione del personale delle SS. Per primo, nel capannone della sartoria, fu ucciso Johann Niemann, vice comandante del campo e ufficiale delle SS più alto in grado in servizio quel giorno, colpito due volte alla testa con un'accetta da Alexander Shubayev mentre indossava un cappotto di pelle per provarlo. Josef Wolf, un altro comandante delle SS, fu ucciso con un colpo d'accetta mentre provava un cappotto di pelle nel capannone di smistamento. Il diciassettenne Yehuda Lerner e il prigioniero di guerra sovietico Arkadi Vaispapir uccisero il comandante ucraino Siegfried Gratzhus e l'Oberman ucraino Ray Klatt sempre con le accette. Gratzhus e Niemann erano i due ufficiali SS con la massima autorità di comando nel campo quella sera. Stanislaw Szmajzner, detto Shlomo, faceva parte di un gruppo di quattro prigionieri che eliminarono il capo dei kapo del campo. Per armare la sua squadra nel suo laboratorio, Szmajzner rubò e nascose diverse accette da carpenteria che erano state inviate per l'affilatura. Inoltre, riuscì a rubare tre fucili dall'armeria dopo aver convinto una guardia Trawniki incaricata di prelevare i fucili per le riparazioni. Ne consegnò due ai sovietici e insistette per tenere il terzo per sé. Nel caos della fuga, Szmajzner fece fuoco contro una guardia posta su una torre di guardia. In questa fase vennero interrotte le linee telefoniche per impedire le comunicazioni con l'esterno.
L'SS Werner Dubois fu gravemente ferito da un colpo d'accetta. Il prigioniero Chaim Engel e il kapo Puzhitsky accoltellarono i comandanti del campo n° 2, l'SS Rudolf Beckmann e il comandante di squadra Thomas Stepple. I comandanti delle SS Fritz Konrad e Josef Vallaster furono uccisi nell'officina; il comandante Friedrich Gaustelitz fu ucciso con un colpo d'accetta nella falegnameria di Shlomo Leitman. L'SS Walter Ryba morì nell'officina. Furono eliminati anche le guardie SS Novak, Max Brü ed Ernst Stengl. Entro sera dodici membri delle SS furono uccisi e Dubois rimase gravemente ferito; va notato che 12 delle 29 SS di guardia al campo il giorno della rivolta erano assenti. Furono uccisi anche due Trawniki: una guardia ucraina non identificata e Klatt (l'unico Trawniki che non picchiava i prigionieri nel campo di sterminio di Sobibór).

## Fuga
L'Oberscharführer delle SS Karl Frenzel non si presentò nel luogo prestabilito per l'agguato nella falegnameria. Il soldato delle SS Walter Ryba incontrò inaspettatamente un prigioniero ribelle e fu pugnalato a morte, il che minacciò la segretezza dell'operazione e avrebbe potuto mettere a rischio la fuga se fosse stato scoperto il corpo. Perciò Pečerskij decise di anticipare il comando serale di dieci minuti, causando disordini tra i prigionieri che manifestarono il loro disappunto per l'anticipo del segnale e per l'assenza nella piazza d'armi di Frenzel, responsabile dell'appello. Una guardia ucraina fu uccisa nel tentativo di organizzare i prigionieri in fila. L'arrivo dell'Oberscharführer meccanico delle SS Erich Bauer a bordo di un camion aggravò la situazione: Bauer notò il corpo di una guardia che giaceva a terra e aprì immediatamente il fuoco contro i prigionieri. In seguito scoppiò il caos e circa 600 prigionieri fuggirono in maniera disordinata. I volontari ucraini di Travniki, presi dal panico, iniziarono a sparare dalle torri di guardia mentre Frenzel sparò con la mitragliatrice: 60 detenuti del campo n° 4 furono catturati mentre si dirigevano verso la zona di comando, arrestati e fucilati.
Nei disperati tentativi di superare le recinzioni metalliche e i campi minati, i fuggiaschi furono colpiti dal fuoco incrociato delle guardie, ostacolati dalle recinzioni metalliche e vittime delle mine. Circa 365 persone riuscirono a scappare, ma solo 200 raggiunsero la foresta. Circa 150 rimasero all'interno del campo.
Il piano di fuga non si realizzò pienamente. Leon Felhendler e Alexander Pečerskij riuscirono a spingere i prigionieri a fuggire finché vi era ancora una possibilità di sopravvivere e di testimoniare al mondo lo sterminio degli ebrei nel campo.

## Conseguenze
Bauer e Frenzel ripristinarono le linee telefoniche e chiamarono rinforzi solo verso le ore 20:00. Tutti i prigionieri rimasti nel campo furono uccisi dalle SS. I fuggitivi furono inseguiti da circa 400-500 uomini tra SS e guardie ucraine; e circa 100 furono uccisi. I sopravvissuti si unirono ai gruppi partigiani o si diedero alla clandestinità.
Le SS uccise nel campo furono sepolte in un cimitero militare nella vicina città di Chelm. Dopo la ribellione le SS trasferirono circa 100 prigionieri ebrei di Treblinka per smantellare il campo, demolire le strutture, completare le operazioni di sterminio e cremare i corpi degli ultimi ebrei uccisi nel campo. Terminato il compito, gli ebrei arrivati da Treblinka furono giustiziati a loro volta. Le autorità tedesche si assicurarono di radere completamente al suolo le strutture e di livellare l'area circostante per occultare i crimini perpetrati. Sul sito del campo di sterminio venne edificata una fattoria dall'aspetto anonimo e fu piantata una pineta.
Al termine della seconda guerra mondiale si contarono 47 prigionieri del campo di sterminio di Sobibór, tra cui 8 donne. Il sopravvissuto Jules Schelvis scrisse più tardi che senza la rivolta di Sobibór non ci sarebbero stati testimoni dell'omicidio di massa.
Il processo di Sobibór, celebrato a metà degli anni '60 presso il tribunale regionale di Hagen, fu un procedimento contro 12 membri delle SS del campo di sterminio di Sobibór. Fu preceduto da due ulteriori processi di Sobibór tenutisi a Berlino e Francoforte nel 1950. I processi relativi ai crimini commessi a Sobibór proseguirono anche negli anni '70 e '80.
Il 3 giugno 2019 Simjon Rosenfeld, uno degli ultimi sopravvissuti coinvolti nella rivolta di Sobibór, morì all'età di 96 anni presso l'ospedale Kaplan e fu sepolto nel cimitero di Bnei Aish.

### Approfondimenti
- (EN) Philip Bialowitz, A Promise at Sobibór: A Jewish Boy's Story of Revolt and Survival in Nazi-Occupied Poland, University of Wisconsin Press, 2010, ISBN 978-0299248048.
- (EN) Thomas Toivi Blatt, From the Ashes of Sobibór: A Story of Survival, Northwestern University Press, 1997, ISBN 978-0810113022.
- (EN) Richard Rashke, Escape From Sobibór, Delphinium Books, 1995, ISBN 978-1-4804-5851-2.